# 大澤吉博
大澤 吉博（おおさわ よしひろ、1948年12月10日 - 2005年3月21日）は、日本の比較文学者、元東京大学総合文化研究科教授。

## 略歴
東京都出身。1968年私立武蔵高校卒業、1972年東大教養学部イギリス科卒業、同大学院比較文学比較文化専攻進学、1976年博士課程中退、助手、1978年東京工業大学へ移り、助教授、1990年東大教養学部助教授、94年教授となり、2002年比較文学比較文化研究室主任となる。
2005年虚血性心不全のため死去。遺族の意思により大澤吉博記念奨学基金が設立され運用が開始された。
前半期においては、英文学研究とアジア研究を交差させながら、キプリングなど英国作家のアジア観に関する比較文化史的な業績を残し、後半期においては、文体論と翻訳論を交差させることを通し、夏目漱石、三島由紀夫など日本近代文学のエクリチュールを解明しようとしていた。

## 著書
- 『ナショナリズムの明暗 漱石・キプリング・タゴール』東京大学出版会 1982
- 『言語のあいだを読む-日・英・韓の比較文学』思文閣出版、2010

### 編著
- 『テクストの発見（叢書比較文学比較文化 6）』 中央公論社 1994